# Dražen Kühn
Dražen Kühn (Špišić Bukovica, 1965.) je hrvatski kazališni, televizijski i filmski glumac.

## Filmografija

### Televizijske uloge
- "Der Kroatien Krimi" kao Dr. Rimać (2017.)
- "Emanuel Vidović" kao Izidor Kršnjavi (2015.)
- "Provodi i sprovodi" kao Tihomir Ćalasan (2011. – 2012.)
- "Stipe u gostima" kao Marinko/konobar u pečenjari (2010. – 2014.)
- "Najbolje godine" kao inspektor Čorba (2010.)
- "Mamutica" kao Miroslav (2008.)
- "Operacija Kajman" kao Šef (2007.)
- "Bitange i princeze" kao paranoik (2007.)
- "Kazalište u kući" kao poštar (2007.)
- "Odmori se, zaslužio si" kao novinar (2006.)
- "Zlatni vrč" kao Faba (2004.)
- "Naši i vaši" kao Čuček (2002.)
- "Olujne tišine 1895-1995" kao Lajoš Molnar (1997.)

### Filmske uloge
- "Ministarstvo ljubavi" kao Šikić (2016.)
- "Narodni heroj Ljiljan Vidić" kao Vladimir Nazor/Adolf Hitler (2016.)
- "Svećenikova djeca" kao Marin (2013.)
- "Cvjetni trg" kao Filip (2012.)
- "Nevrijeme" kao Goran Durić (2009.)
- "Ničiji sin" kao Stipe (2008.)
- "Nije kraj" kao kriminalac (2008.)
- "Ne pitaj kako!" kao Becir (2006.)
- "Što je muškarac bez brkova?" kao Ilija (2005.)
- "Snivaj, zlato moje" kao vozač tramvaja (2005.)
- "Pod vedrim nebom" kao Martin (2005.)
- "Doktor ludosti" kao Igor Kulenko (2003.)
- "Infekcija" kao redatelj (2003.)
- "Tu" kao konobar (2003.)
- "Svjedoci" kao Barbir (2003.)
- "Ne dao Bog većeg zla" kao Blaž (2002.)
- "Kraljica noći" kao trener Iveša (2001.)
- "Ajmo žuti" kao trener (2001.)
- "Ante se vraća kući" kao Ljubo (2001.)
- "Srce nije u modi" kao Pataki (2000.)
- "Maršal" kao Stipan (1999.)
- "Bogorodica" kao Sabljakov pomoćnik (1999.)
- "Kad mrtvi zapjevaju" kao Cincov zet (1998.)
- "Puška za uspavljivanje" kao Slavek (1997.)
- "Prolazi sve" (1995.)
- "Dok nitko ne gleda" (1993.)
- "Spika na spiku" kao Franjo Tuđman/Dobroslav Paraga/Vojislav Šešelj/Šime Đođan (1993.)

## Sinkronizacija
- "Auti 3" kao Špiro (2017.)

## Vanjske poveznice
- Dražen Kühn u internetskoj bazi filmova IMDb-u (engl.)
- Stranica na Gavella.hr